# Jonah Bride
Jonah Michael Bride (Milwaukee, Wisconsin, 27 de diciembre de 1995), más conocido como Jonah Bride, es un jugador profesional estadounidense de béisbol que se desempeña en la posición de primera base en Miami Marlins, equipo de las Grandes Ligas de Béisbol (MLB).

## Carrera
Bride hizo su debut en la MLB con el equipo Oakland Athletics, en el cual jugó dos temporadas (2022-2023), después pasó a Miami Marlins, donde lleva jugando una temporada.